# Maria José Cavaco
Maria José Cavaco (1967 — 2022) foi uma artista plástica portuguesa. Na sua obra, destacou-se sobretudo na pintura, tendo realizado 18 exposições individuais ao longo da sua carreira. O seu trabalho esteve presente em várias coleções públicas e privadas, tais como a Fundação PLMJ, a Fundação Carmona e Costa, o Arquipélago - Centro de Artes Contemporâneas, o Museu Regional Carlos Machado, e a Presidência do Governo Regional dos Açores.

## Percurso
Nascida em Ponta Delgada, na Região Autónoma dos Açores, em 1967, licenciou-se em Pintura na Faculdade de Belas Artes da Universidade de Lisboa em 1990.  
Aos 23 anos de idade iniciou a sua carreia docente, atividade que conciliou, ao longo da sua carreira, com a pintura.  Deu aulas no ensino secundário e, mais tarde, na Universidade do Açores, onde lecionou nos cursos de Educação Pré-Escolar e Ensino do Primeiro Ciclo do Ensino Básico, Educação Básica e Arquitetura, entre 1994 e 2020.
A sua obra artística foi exibida em 18 exposições individuais desde 1991.   Desde 1988, também participou em várias exposições coletivas, em países como Portugal, Espanha, Estados Unidos e Macau.
Participou na exposição coletiva Horizontes Insulares, nas Canárias, em 2010 e no ano seguinte a sua obra esteve exibida na Fundação Carmona e Costa, em Lisboa.
Concluiu em 2017 o doutoramento em Arquitetura no ISCTE-IUL, e em 2018 a sua obra foi exibida numa exposição individual na Fundação Portuguesa das Comunicações, e também na Galeria Fonseca Macedo (Ponta Delgada) e na Fundação Portuguesa das Comunicações (Lisboa).  sendo que em 2019 expôs o seu trabalho no Convento de São Francisco, na Lagoa (Açores).  
Em 2021 foi realizada a primeira grande exposição retrospetiva do seu percurso, denominada "Lugares de Fartura", no Arquipélago - Centro de Arte Contemporânea dos Açores, na Ribeira Grande, uma exposição cujo título faz referência à sua tese teórico-artística de doutoramento, intitulada Lugares de Fractura: A Auto-Reflexividade na Ficção Artística.  

## Reconhecimentos e prémios
- O Governo Regional dos Açores atribuiu-lhe uma Bolsa de Criação Artística em 2012, no domínio das Artes Plásticas.[3] [5] [8]
- Recebeu em 2016 o Prémio de Pintura António Dacosta, um prémio criado em 2014 e patrocinado pelo Governo Regional dos Açores.[9] [6][3][8]

## Ligações Externas
- Arquipélado Centro de Artes Contemporâneas | Maria José Cavaco fala sobre o seu trabalho (2016)
- Conversa entre João Mourão e Maria José Cavaco (2021)
- Câmara Municipal de Lagoa (Açores) | Maria José Cavaco fala sobre a exposição Desenhos de Lisboa e uma Fuga (2019)